# 漢尼夫卡 (博霍杜希夫區)
49°45′2″N 35°18′59″E / 49.75056°N 35.31639°E
漢尼夫卡（羅馬化：Hannivka）是位於烏克蘭東部的村莊，由哈爾科夫州博霍杜希夫區的科洛馬克市鎮負責管轄。該村始建於1775年，面積0.48平方公里，海拔高度119米，2001年人口113。